# Maurits Liesenborghs
Maurits Liesenborghs (Ledeberg, 7 juli 1889 - Sint-Gillis, 9 januari 1946) was een Vlaamse journalist en persoon binnen de Vlaamse Beweging.

## Biografie

### Journalistiek
Maurits Liesenborghs liep school aan het Gentse atheneum en was secretaris van de Vlaamsche Studentenbond. Hij ging aan de slag als journalist bij de Gentse krant La Flandre libérale. Vervolgens verhuisde hij naar Den Haag en werkte er mee aan La Gazette de Hollande. Hij was tevens correspondent voor Het Laatste Nieuws, De Vlaamsche Gazet, La Meuse en Neptune.
In 1914 meldde hij zich als oorlogsvrijwilliger. Hij behaalde de graad van adjudant. Na de Eerste Wereldoorlog, in 1919, hernam hij zijn journalistieke carrière als redacteur bij Het Laatste Nieuws, waar hij bleef tot 1926. Liesenborghs was tevens Brussels correspondent van het Nederlandse blad de Nieuwe Rotterdamsche Courant vanaf 1920 en het Deense blad Berlingske Tidende vanaf 1927. In Brussel was hij voorzitter van de buitenlandse journalistenbond van 1931 tot 1933. In de jaren 1930 en 1940 werkte hij mee aan het blad Neerlandia en met Paul Valvekens startte hij binnen de Vlaamsche Wetenschappelijke Congressen een afzonderlijk congres voor de dagbladwetenschap. Van 1935 tot 1944 stond hij aan het hoofd van de redactie Brussel van het Antwerpse dagblad De Dag. Hij schreef daarin onder de pseudoniemen 'Verax' en 'Climax' Vlaams-nationalistische opiniestukken en verdedigde vanaf 1936 de Belgische neutraliteitspolitiek.

### Verenigingsleven
Liesenborghs speelde binnen de Vlaamse Beweging een belangrijke rol als medeoprichter van verschillende culturele flamingantische groeperingen, waaronder het IJzerbedevaartcomité, het Lodewijk de Raetcomité, het Verbond voor Heemkunde, het Verbond van Vlaamse Cultuurverenigingen Antwerpen, de Vereniging voor Wetenschap, het Vlaamsch Verbond voor Brussel en het Algemeen-Nederlands Verbond. Van deze laatste vereniging was hij 15 jaar lang secretaris van de Vlaamse afdeling en voorzitter van de Brusselse afdeling.

### Tweede Wereldoorlog
Tijdens de Tweede Wereldoorlog bleef Liesenborghs actief als redacteur van De Dag. Hij beschouwde de Duitse bezetting als het begin van een sociale omwenteling en verdedigde de Nieuwe Orde. Hij ijverde voor een ruime Vlaamse volksbeweging en betreurde het gebrek aan eenheid binnen het Vlaamse volk. Hij ondertekende ook Staf Declercqs oproep tot de oprichting van een Vlaamse volksbeweging in augustus 1940. Liesenborghs streefde naar een radicale samenwerking met de bezetter, waarin hij Vlaanderen als onderdeel van een groter Germaans geheel zag.
In 1942 was hij algemeen voorzitter van het Vlaamsch Wetenschappelijke Congres in Gent. In september dat jaar werd hij met steun van het Vlaamsch Nationaal Verbond schepen van Kunst, Cultuur en Toerisme van Groot-Brussel onder burgemeester Jan Grauls.
Omwille van zijn collaboratie werd Liesenborghs in september 1944 in de gevangenis van Vorst opgesloten. Hij overleed tijdens een overbrenging naar de gevangenis van Sint-Gillis in januari 1946.